# Festival Cruises

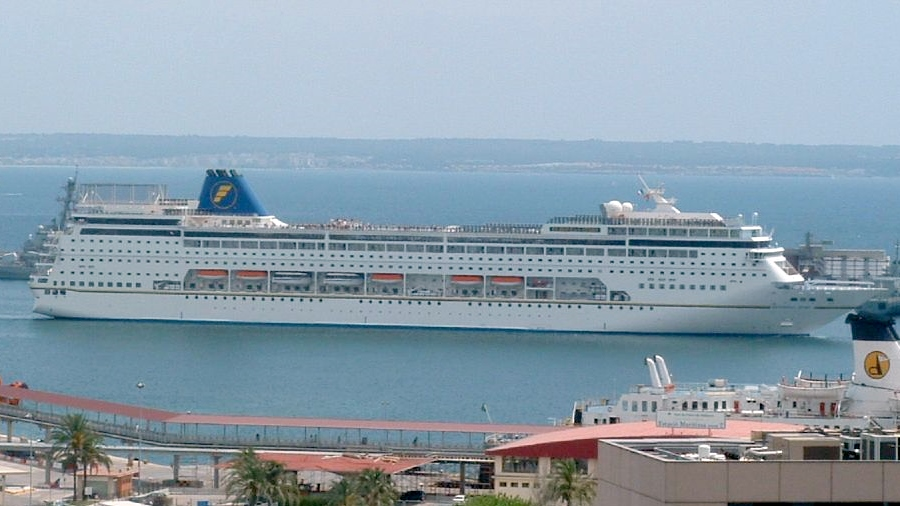
Egy Festival Cruises hajó Mallorcán 2003 -ban

A Festival Cruises (Észak-Amerikában First European Cruises néven ismert) egy görögországi hajótársaság, amely 1994 és 2004 között üzemelt. 1992-ben George Poulides görög vállalkozó alapította használt hajókkal. A társaság 1999 és 2002 között három új hajót vásárolt, de 2004-ben kénytelen volt csődöt jelenteni.

## Története
George Poulides 1992-ben alapította a Festival Cruises-t. A vállalat 1994-ben kezdte meg működését, miután megvásárolta az MS Azur-t a Chandris Cruises-tól. A következő évben a cég megszerezte MS Starward-ot a Norwegian Cruise Line-tól, majd átnevezte MS Bolero-vá. A harmadik használt hajó 1997-ben következett, amikor az MS Southern Cross-t megvásárolták a Premier Cruise Line-tól, és átnevezték MS Flamenco-vá a Festival szolgálatában.
A Festival Cruises megszerezte az első új építésű hajóját 1999-ben, amikor az MS Mistral-t leszállította a Chantiers de l'Atlantique hajógyár Franciaországban. 2000-ben a Festival Cruises bejelentette, hogy a társaságot beleolvasztják a Peninsular és Oriental Steam Navigation Company (P&O) társaságba, és a Festival Cruises márkát a P&O tulajdonában tartják. A fúziós tervről még abban az évben lemondtak, mert akkoriban alacsony volt a hajótársaság-részvények értéke. Két további újonnan épített hajót, amelyek a Mistral dizájn kibővített változatára épültek, 2001-ben és 2002-ben szállították az MS European Vision-t és az MS European Stars-t. Az új hajók leszállítását követően a Bolero és a Flamenco bérbe került más üzemeltetőknek.  A Festival Cruises további két Mistral osztályú hajó építésével is rendelkezett, de a társaság úgy döntött, hogy nem használja ezt a lehetőséget. Még két Mistral osztályú hajót építettek az MSC Cruises számára, mint MSC Lirica és MSC Opera .
A Festival Cruises 2004 elején csődbe ment, a társaság összes hajóját lerakták, majd elárverezték más üzemeltetőknek; Az European Stars-t és az European Vision-t eladták az MSC Cruises-nek, a Mistral -t egy francia befektetői csoportnak, az Azur-t a Mano Maritime-nak, a Bolero-t az Abou Merhi Lines-nak és a  Flamenco-t a Cruise Elysia-nak.

## Hajók
| Hajó               | Épült | A Festival Cruises szolgálatában | Bruttó tonna | Állapot 2018                                                                            | Kép |
| ------------------ | ----- | -------------------------------- | ------------ | --------------------------------------------------------------------------------------- | --- |
| MS Azur            | 1971  | 1994 – 2004                      | 11,609 tonna | 2017 óta MS Knyaz Vladimir a Black Sea Cruises részére.                                 |     |
| MS Bolero          | 1968  | 1995 – 2001                      | 12,948 tonna | 2018 -ban selejtként értékesítették.                                                    |     |
| Caribe MS          | 1948  | 2002 – 2004                      | 15,614 tonna | 2015 óta Astoria a Cruise & Maritime Voyages számára .                                  |     |
| MS Flamenco        | 1972  | 1997 – 2003                      | 17,370 tonna | Felborult és részben elsüllyedt 2016. február 27-én Laem Chebang közelében, Thaiföldön. |     |
| MS Mistral         | 1999  | 1999 – 2004                      | 47,276 tonna | 2019 óta AIDAmira az AIDA Cruises számára.                                              |     |
| MS European Vision | 2001  | 2001 – 2004                      | 58,174 tonna | 2004 óta MSC Armonia az MSC Cruises számára.                                            |     |
| MS European Stars  | 2002  | 2002 – 2004                      | 58,625 tonna | 2004 óta MSC Sinfonia az MSC Cruises számára.                                           |     |

## Fordítás
Ez a szócikk részben vagy egészben  a   Festival Cruises című angol Wikipédia-szócikk ezen változatának fordításán alapul.  Az eredeti cikk szerkesztőit annak laptörténete sorolja fel. Ez a jelzés csupán a megfogalmazás eredetét és a szerzői jogokat jelzi, nem szolgál a cikkben szereplő információk forrásmegjelöléseként.